# 益寧郡
益宁郡，中国南北朝隋唐时设置的郡。
南齐齐武帝永明五年（487年）分平乐郡益宁县设置益宁郡，属宁州。治所在今云南昆明市西郊马街。辖境约当今云南省昆明市西山区。下辖武阳县、绵水县。到南梁成为羁縻地区，隋朝废除。